# Pla de la Muga
El Pla de la Muga és una plana a cavall dels termes municipal d'Albanyà, a l'Alt Empordà i comunal de Serrallonga, al Vallespir, tot i que el seu extrem occidental entra en el terme de la Menera, també del Vallespir.
Està situada al naixement del riu Muga, al vessant sud del Montnegre i al nord del Puig de la Llibertat, de manera que separa el Vallespir, d'administració francesa de l'Alt Empordà, sota jurisdicció espanyola.
En aquest pla hi ha la fita transfronterera número 523. És un pilar que es troba 50 metres a l'est del corriol, i a 13 de la vora del penya-segat de la Muga.